# Isabelle Gaudet-Labine
Pour les articles homonymes, voir Gaudet et Labine.
Isabelle Gaudet-Labine est une poétesse et travailleuse culturelle québécoise née en 1978 à Montréal.    

## Biographie
Isabelle Gaudet-Labine est une poétesse québécoise née en 1978.   
Elle complète un diplôme collégial en lettres au Cégep de Joliette de 1995 à 1997. Elle poursuit ensuite ses études à l'Université de Montréal où elle obtient un baccalauréat en littérature en 2000. En 2007, elle complète une maîtrise en études littéraires à l'Université du Québec à Montréal.  
Durant sa carrière, elle s'implique dans de nombreuses organisations et initiatives culturelles, notamment au sein de l'Association des libraires du Québec (ALQ) en tant que coordinatrice responsable de la formation des libraires et en tant que chargée de projets chez Compétence Culture.  
En 2009, elle participe à la soirée Émergence poétique dans le cadre de la 9e Quinzaine de la poésie. En 2015, pour la 16ème édition du Festival de la poésie de Montréal, l'écrivaine gère la ligne poétique téléphonique aux côtés de Sébastien Dulude, Marie-Andrée Gill, Charles Sagalane et François Turcot, poètes de Les Éditions La Peuplade. En 2016, elle dirige le numéro 134 de la revue Moebius qui a pour thème les arts martiaux. La même année, elle signe quelques poèmes dans le recueil Femmes rapaillées qui paraît aux éditions Mémoire d'encrier sous la direction d'Isabelle Duval et Ouanessa Younsi.   
Puis, en 2017, la poétesse fait une lecture sur scène de son recueil Nous rêvions de robots pour la première montréalaise de Tire le coyote.  

### Démarche poétique
À ce jour, elle a publié cinq recueils de poésie aux Éditions du Noroît ainsi qu'à Les Éditions La Peuplade. Son œuvre se caractérise par une exploration du motif des corps, de la fragmentation de la mémoire et du déclin amoureux. Ses articles, essais et poèmes figurent dans les revues Estuaire, Moebius, Exit, L'Oiseau-Tigre et Le Sabord.  
Dans le Numéro 156 de la revue de poésie contemporaine Exit, elle s'exprime sur la fonction qu'a la poésie dans sa vie. Pour elle, le sens et la mise en forme des mots et des images  lui vennant en tête ne se cristallisent qu'après les avoir extériorisés:  
« Les mots et les images doivent échapper à mon contrôle d’abord : je les laisse monter en moi dans un beau chaos et c’est plus tard que viendra la mise en forme, de même que le “vouloir dire”. Je ne sais jamais ce que j’écrirai avant de l’écrire. Voilà pourquoi dans ma démarche je vais souvent à la rencontre de ce qui peut brouiller mes repères afin de stimuler l’écriture.  »
Dans une lettre adressée à Nicole Brossard pour le Numéro 149 de la revue Moebius, elle exprime que la poésie est un moyen pour elle de se positionner contre la simplification des discours de masse.

#### Des ombres en formes d'oiseaux (2005)
Ce premier recueil d'une soixantaine de poèmes raconte le déclin d'un amour et ce qui en découle. Il est divisé en quatre parties, soit « Étreinte », « Secousses », « Friche » et « Un losange dans le ciel ». Le critique Hugues Corriveau salue la limpidité et l'originalité du travail de Gaudet-Labine. 

#### Entre l'acier et la chair (2009)
Composé d'une cinquantaine de poèmes, ce recueil explore les notions de la limite de la subjectivité perceptive et, de l'autre côté, de la liberté d'expansion que permet le « je » poétique. Plus de la moitié des poèmes ont été rédigés devant des œuvres d'art. 

#### Mue (2011)
Dans ce recueil divisé en deux parties, Gaudet-Labine évoque la douleur qui découle des fractures amoureuses ainsi que du renouveau qui en suit la trace. Comme en fait référence le titre, elle fait allusion à la nécessité du changement du corps et des formes aux suites des blessures émotionnelles.  

#### Pangée (2014)
Selon Gaudet-Labine, Pangée est un premier dénouement dans sa quête de soi. Elle écrit vouloir que ce livre « conçoive la dérive non pas comme un égarement, mais comme le processus à la base de la construction d’une identité ». Pangée cherche à énoncer une métaphore réfléchie sur la recomposition des êtres après avoir été fragmentés.  

#### Nous rêvions de robots (2017)
Publié en septembre 2017 aux Éditions La Peuplade, ce recueil de 94 pages entre-mêle la science-fiction et la poésie. Nous rêvions de robots aborde les thèmes de la menace des progrès technologiques ainsi que de l'avenir de la nature humaine dans un monde de plus en plus automatisé. Dans sa correspondance avec Nicole Brossard parue dans la revue Moebius en 2015, elle écrit que ce recueil porte sur l'évolution de sa relation par rapport aux machines au cours de sa vie.    

#### Femmes rapaillées (2016)
Femmes rapaillées est une anthologie poétique dirigée par Isabelle Duval et Ouanessa Younsi. L'œuvre qui réunit 41 femmes poètes québécoises est inspirée du livre L'homme rapaillé de Gaston Miron et vise non pas à en faire la suite, mais de l'accompagner et de l'opposer.     

#### Roche Plante Mer Bois (2019)
Ce livre d'art réunit la fascination pour la nature et les paysages nordiques d'Audrée Demers-Fortin et Amélie Laurence Fortin par l'entremise de photographies, de collages, de peintures et autres supports visuels. Sept poèmes tirés du recueil Pangée (2014) d'Isabelle Gaudet-Labine complètent la publication

## Œuvres

### Poésie
- Des ombres en formes d'oiseaux, Montréal, Éditions du Noroît, 2005, 98 p.  (ISBN 2-89018-553-2)
- Entre l'acier et la chair, Montréal, Éditions du Noroît, 2009, 63 p.  (ISBN 978-2-89018-660-6)
- Mue, Saguenay, Les Éditions La Peuplade, 2011, 84 p.  (ISBN 978-2-923530-31-4)
- Pangée, Saguenay, Les Éditions La Peuplade, 2014, 85 p.  (ISBN 9782923530840)
- Nous rêvions de robots, Saguenay, Les Éditions La Peuplade, 2017, 94 p.  (ISBN 9782924519578)

### Collectifs et contributions
- Femmes rapaillées, Montréal, Mémoire d'encrier, 2016, 235 p.  (ISBN 9782897123697)
- Roche Plante Mer Bois, Québec, Vu - centre de diffusion et de production de la photographie, 2019, 189 p.  (ISBN 9782921440325)
- La peau, Montréal, Triptyque, Moebius n°121, 2009,  (ISBN 9782890316515 et 978-2890316515)[12]
- Les arts martiaux, Montréal, Triptyque, Moebius n°134, 2012, 150 p.  (ISBN 2890318214 et 978-2890318212)[13]
- Forêts, Estuaire n°170, 2017, 154 p.  (ISBN 9782921019194)[14]